# Mats Troeng
Mats Troeng, född 11 juli 1978 är en svensk orienterare som tävlar för OK Linné i Uppsala. Moderklubb är Storviks IF, Storvik.
Troeng är även egenföretagare inom IT-branschen och civilingenjör i informationsteknologi 2005 vid Uppsala universitet.
Han har utvecklat flera datorprogram som används för att analysera orienteringslopp, bland annat WinSplits, QuickRoute och DOMA. 

## Meriter
- 1 JVM-guld
- 3 JSM-guld
- 2001: 6:a VM kortdistans
- 2004: Total vinnare av Elitserien, 1:a World Cup medeldistans, 10:a EM långdistans, 6:a EM stafett
- 2005: 10:a VM medeldistans, 4:a VM stafett, 1:a Natt-SM
- 2006: 7:a EM långdistans
- 2007: 2:a SM ultralång distans, 1:a SM stafett
- 2008: 6:a EM medeldistans, 2:a Jukolakavlen

## Utmärkelse
- 2001 - Årets komet i svensk orientering.[1]

### Fotnoter
1. ↑  Henrik Göhl (31 oktober 2001). ”Mats Troeng vald till årets komet”. OK Linné. http://www.oklinne.nu/main/youth.php?newsid=22&archives=1. Läst 17 augusti 2019.